# 希爾斯凱
希爾斯凱（烏克蘭語：Гірське，羅馬化：Hirske，發音：[ɦʲirˈsʲkɛ] ⓘ），又按俄语名译为戈尔斯科耶（羅馬化：Gorskoye），是乌克兰東部盧甘斯克州北顿涅茨克区希爾斯凱市鎮内的城市及该市镇的行政中心，乌克兰行政区划改革前先后隶属于五一城市议会和波帕斯納區。該市距離首府卢甘斯克64公里，始建於1898年，面積14平方公里，海拔高度163米，2022年人口数量为9,100人。
2022年6月23日，该市被俄罗斯占领。

## 当地名人
- 弗拉基米尔·彼得罗维奇·科诺诺夫：顿涅茨克人民军指挥官、少将军衔，曾任頓涅茨克人民共和國国防部长。

## 來源
1. ↑  . 烏克蘭總統辦公室. 2023-04-07  [2023-06-20]. （原始内容存档于2023-06-20） （乌克兰语）.
2. 1 2  胡晓光; 李东旭; 陈嫱; 孟菁; 耿鹏宇; 鲁金博. . 新华社. 2022-06-25  [2023-08-31]. （原始内容存档于2023-08-31） （中文（中国大陆））.
3. ↑   (PDF). 乌克兰国家统计局.   [2023-01-04]. （原始内容存档 (PDF)于2022-08-10） （乌克兰语及英语）.
4. ↑  Hunder, Max; Balmforth, Tom. . 路透社. 2022-06-24  [2022-06-25]. （原始内容存档于2022-06-25） （英语）.